# Emma Gendron
Pour les articles homonymes, voir Gendron.
Emma Gendron, née le 15 juillet 1897 à Saint-Barnabé et morte le 22 juin 1952 à Montréal, est une scénariste, une dramaturge et une journaliste québécoise,. Elle a été reconnue comme l'une des principales figures du cinéma muet québécois et a probablement été l'une des premières scénaristes féminines au Québec,,.
Dans les premières années du cinéma francophone au Québec, les films étaient principalement axés sur des sujets non fictifs; les cinéastes ont produit, par exemple, des actualités cinématographiques et des récits de voyage,,. Cependant, parmi les quelques films de fiction produits, Emma Gendron a laissé sa marque en tant que scénariste, aux côtés de Marguerite Marquis. Gendron est également devenue célèbre pour sa chronique, Le Courrier de Manon, et s'est aussi présentée comme candidate aux élections fédérales canadiennes,. Emma Gendron a été considérée comme une pionnière clé du cinéma québécois par de nombreux chercheurs,,.

## Vie personnelle
Gendron est née dans le petit village de Saint-Barnabé, au Québec, le 15 juillet 1897,,. Elle a fait ses études dans un couvent avant de débuter un travail de secrétaire à 13 ans. Au début de la vingtaine, elle a déménagé à Montréal pour les études, pour bientôt devenir une contributrice régulière à un certain nombre de journaux locaux.
Au cours de sa carrière de scénariste dans les années 1920 et 1930, elle aurait eu une relation amoureuse avec le réalisateur Joseph-Arthur Homier, alors qu'il était mari et père,. Homier est décédé en 1934, et Gendron a épousé Allan Robert Green à Montréal, le 21 septembre 1939,. Emma Gendron est décédée à Montréal le 22 juin 1952 d'une crise d'asthme,.

## Carrière

### Journalisme
Après avoir déménagé à Montréal dans la vingtaine, Gendron est devenue une collaboratrice régulière pour des journaux tels Le Samedi et La Revue populaire. En 1922, Gendron a écrit la pièce primée Namounah, un drame sur un amour interdit entre une princesse autochtone et un homme blanc. La pièce a attiré l'attention de la presse montréalaise et a reçu un prix d'art dramatique de l'Université McGill en 1922.

### Scénarisation
Peu de temps après avoir écrit Namounah, Gendron a rencontré Joseph-Arthur Homier, qui réalisait alors des films d'actualités sur Montréal. La première reconnaissance du travail de scénariste de Gendron était pour le long métrage d'Homier, Madeleine de Verchères (1922), une adaptation de livre basée sur l'histoire de l'héroïne québécoise, Madeleine de Verchères. Le film a connu un succès au box-office canadien, ce qui a porté Gendron et Homier à sortir un autre film, La Drogue fatale (en 1924). Ce dernier n'a pas réussi à atteindre le public canadien anglais et n'a pas eu autant de succès que Madeleine de Verchères,.
Peu de temps après la sortie de La Drogue fatale, Homier et Gendron ont commencé à travailler sur leur troisième film, Les Fils de la liberté, qui devait porter sur la rébellion du Bas-Canada contre les Britanniques à la fin des années 1830. Cependant, ce film ne s'est jamais rendu au stade de la production.
Après la sortie de La Drogue fatale et la fin de son travail pour Les Fils de la liberté, Gendron est revenue au journalisme à Montréal. Elle s'est fait connaître pour sa chronique de conseils, Le Courrier de Manon, dans laquelle elle incarnait un personnage, « Manon ». La chronique a ensuite été publiée dans La Revue de Manon, à la fois un magazine féminin et une revue cinématographique. Dans La Revue de Manon, Gendron a écrit des romans-feuilletons et des chroniques de potins, entre autres. Elle a également commencé à écrire des romans-feuilletons et des bandes dessinées pour enfants incorporant des thèmes rosicruciens, selon certains.

### Politique
Avant de se marier avec Allan Robert Green en 1939, Gendron s'est présentée comme candidate indépendante dans la circonscription de Saint-Jacques, au centre-ville de Montréal, lors de l'élection fédérale de 1935,. Elle était la seule candidate féminine québécoise à l'élection, et même si elle n'a pas été élue, Gendron a quand même recueilli environ 3000 votes,.

## Films

### Madeleine de Verchères(1922)

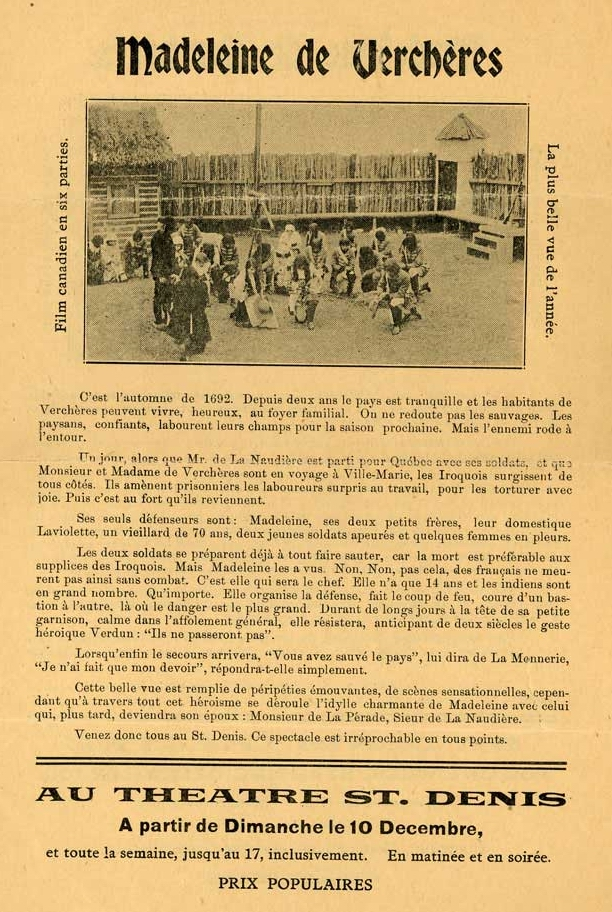
Affiche du film Madeleine de Verchères.

Le premier film de Gendron, Madeleine de Verchères, a été réalisé par Joseph-Arthur Homier et racontait l'histoire de la colonie de Nouvelle-France défendue en 1692,. Madeleine de Verchères était un personnage historique de 14 ans qui aurait sauvé la nouvelle colonie des Iroquois avec l'aide de seulement quelques colons.
Le film a été produit en 1922 près de Montréal. À cette époque, de nombreux héros québécois perdus ou oubliés étaient ramenés dans les médias. Le film a été tourné sur le territoire mohawk de Kahnawake, au sud de Montréal, et des résidents étaient employés comme figurants.
Après sa sortie en 1922, les critiques ont salué le film pour son réalisme historique. Bien que le film ait été perdu, des articles de journaux de l'époque l'ont décrit comme réaliste et historiquement fondé. Cependant, au moment de sa sortie, le film n'a pas pu être commercialisé auprès de Lieux historiques nationaux du Canada car les historiens fédéraux avaient, pour leur part, trouvé certaines inexactitudes dans le film.
Madeleine de Verchères a été reconnue comme le premier long métrage produit au Canada,,. Cependant, cela est débattu par les universitaires et les historiens, puisque Evangeline (1913) est sorti en premier, mais a commencé sa production après Madeleine de Verchères ,.

### La Drogue fatale(1924)
Le deuxième film de Gendron et Homier, La Drogue fatale, était un drame policier, probablement inspiré des films de gangsters américains de l'époque,. Le film raconte l'histoire de jumeaux orphelins séparés à la naissance, dont l'un est adopté par un chef de police. L'intrigue principale est centrée sur une guerre entre la police montréalaise et la mafia de la drogue. Pour arrêter les enquêtes, le chef de la mafia kidnappe la fille du chef de la police et la rend dépendante de la drogue. Elle est ensuite libérée par un autre membre de la mafia, qu'elle finit par épouser. Le film a des personnages anglophones et inclut des sous-titres bilingues, mais n'a pas réussi à atteindre le public canadien anglais,.

### Les Fils de la liberté(inachevé)
Après La Drogue fatale, Homier et Gendron ont commencé à travailler sur un autre film, Les Fils de la liberté. Le film devait rappeler la rébellion des Patriotes contre l'Empire britannique en 1837 et 1838, mais n'a jamais atteint le stade de la production, probablement à cause du manque de succès de La Drogue fatale.

## Filmographie
- Madeleine de Verchères (1922)
- La Drogue fatale (1924)
- Les Fils de la liberté (inachevé)